# Etty Hillesum
Ester „Etty” Hillesum (ur. 15 stycznia 1914 w Middelburgu, zm. 30 listopada 1943 w KL Auschwitz) – młoda Żydówka z Holandii, znana ze swojego dziennika pisanego podczas II wojny światowej.
W lipcu 1942, kiedy Etty Hillesum czekała na wezwanie do tzw. obozu przejściowego Kamp Westerbork, skąd odchodziły transporty Żydów holenderskich do Auschwitz. W czerwcu 1943, do Westerborka przybyli także jej rodzice i brat Mischa. 7 września 1943 została dobrowolnie deportowana do Auschwitz wraz z rodzicami i bratem. Uczyniła to w geście solidarności z innymi Żydami.

## Dziennik
Etty napisała dziennik w latach 1941–1943, który kończy się jej śmiercią w obozie koncentracyjnym w Auschwitz. Porównywany jest z dziennikiem Anny Frank.
Książka, opublikowana po raz pierwszy 1 października 1981, zyskała dużą popularność w Holandii. Została przetłumaczona na wiele języków.
Tak w swym dzienniku Etty tłumaczyła cel prowadzenia dziennika: „Gromadzę duchowe bogactwo w ciągłym przeświadczeniu, że nie robię tego tylko dla siebie. Chciałabym zostać takim małym dziejopisem, który opowie o losie i fragmencie historii, jakiej nikt wcześniej nie słyszał”.
Szczególna wartość świadectwa Etty opiera się na jej wartości ludzkiej, etycznej i transcendentnej. We wszystkich jej tekstach można wyczuć afirmację życia: „Zdaję sobie sprawę, że gdziekolwiek znajdują się ludzie, tam jest życie”.